# Historia de Madonna en los videoclips

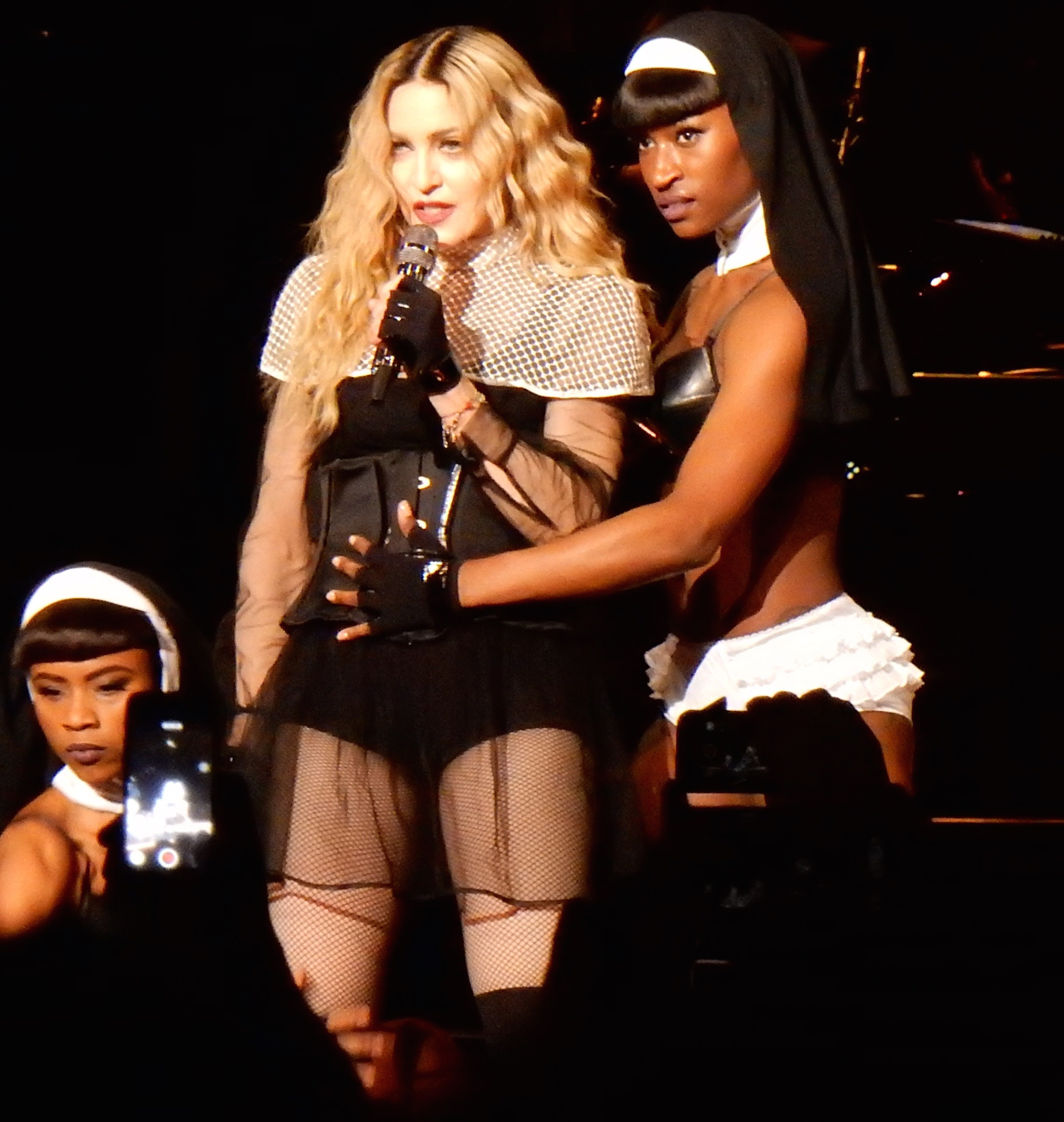
Madonna durante el Rebel Heart Tour (2015).

Madonna, es una artista y empresaria estadounidense. Se convirtió en la primera mujer en explotar plenamente el concepto de los vídeos musicales y más que cualquier otro músico, es el que ayudó a establecer el estándar para el formato. Al igual que Michael Jackson, expertos en música y cultura popular la han denominado como «el artista más grande de los vídeos musicales de todos los tiempos». VH1 la colocó en el puesto uno de la lista sobre las «50 mujeres más importantes de la época del video».
A lo largo de su carrera ha grabado más de 69 videoclips, de los cuales algunos han sido considerados por críticos, periodistas y analíticos como obras de arte. También han dado lugar a un alto grado de escrutinio académico, llegando a ser un enfoque paradigmático en el debate de la filosofía y la teoría social de los estudios culturales. De naturaleza interdisciplinaria, podemos encontrar estudios del feminismo, de la psicoanálisis o sobre multiculturalismo en las reseñas.
Madonna es conocida por inducir controversias en sus vídeos musicales, especialmente por explorar temas tabú como el voyeurismo, la masturbación, pederastía, blasfemia, el asesinato o hasta incesto. Sin embargo, expertos concuerdan que esto solo ha afirmado su centralidad cultural y la hizo más exitosa comercialmente hablando. Entre los comentarios más positivos se encuentran el de Christopher Rosa, autor de VH1 quien dijo que Madonna prácticamente inventó el vídeo musical. Varios contribuidores de la revista Rolling Stone, escribieron que los vídeos musicales de la cantante cambiaron la era MTV y la cultura popular para siempre.
Madonna es considerada como la «reina del vídeo». La cantante ha sido honrada con 20 MTV Video Music Awards, más que cualquier otro artista después de Beyoncé. En 1986 se convirtió en la primera mujer en ganar el Video vanguardia de la MTV, otorgado por sus contribuciones e impacto en el formato. Además, varios artistas se han inspirado en los vídeos musicales de la cantante para la elaboración de sus propios clips, desde Britney Spears, Christina Aguilera y Lady Gaga hasta Selena Gomez o Beyoncé.

## Contexto
Los vídeos musicales de Madonna han jugado un papel importante en su significado político y cultural desde que iniciara su carrera. El biógrafo J. Randy Taraborrelli en Madonna: An Intimate Biography explica que para la década de 1970, la era disco había producido muchos hits pero muy pocos memorables artistas. Sin embargo, fue hasta los años de 1980 —época cuando debutó Madonna— donde los artistas empezaron a ganar popularidad con los videoclips. Analíticos ponen en manifiesto que la cadena MTV fue vital al mostrar el arte y el poder del clip, y supuso un cambio en la industria musical y el panorama cultural de la época ya que los artistas vendían más registros musicales con el rodaje de ellos. Madonna fue una de las primeras cantantes que ayudó a incrementar la popularidad de MTV y la más que más beneficio obtuvo.
De lo anterior mencionado, los vídeos han sido un modo clave de publicidad en la carrera de la cantante, pero también una vía para expresar formas artísticas de sus deseos, fantasías y narcisismo, siendo al mismo tiempo, una especie de pequeñas películas en las que puede ser protagonista. También los ha utilizado para evadir o resistir las creencias de ortodoxia. El sociólogo estadounidense George Ritzer apunta que Madonna utiliza un arsenal de elementos y estrategias de mercadeo en sus vídeos a fin de abastecer a un público amplio y diverso para llevarlos a los medios de comunicación de masas. En este contexto, podemos ver ejemplos de varias prácticas sexuales e imaginaria de varias subculturas, así como elaboradas rutinas de atletismo. bell hooks hizo hincapié en la fascinación de la artista por los elementos de la cultura negra para la elaboración de los clips. Ritzer destaca las influencias hispanas. El decano Anthony Julian Tamburri señala que la religión y la raza juegan parte importante de sus vídeos.
Los primeros vídeos musicales de Madonna estaban enfocados en su público juvenil que se les conocía como «Madonna wannabes». Sin embargo, estos se fueron haciendo más complejos y políticos a medida que se orientaba a las audiencias de gais, lesbianas, feministas, académicas o diferentes grupos étnicos. Aunque Taraborrelli destacó artistas como Michael Jackson, Cindy Lauper o Prince, apuntó que fue Madonna la que tuvo más eficacia y tomó un mejor aprovechamiento del medio.

## Contribuciones

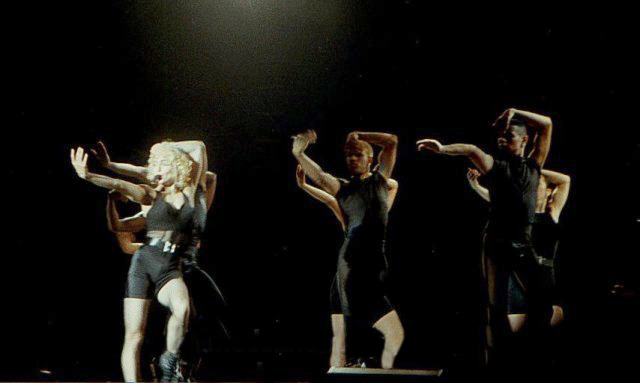
Madonna se convirtió en el primer artista en recrear sus vídeos musicales en sus actuaciones en directo.

El trabajo de Madonna en la evolución del videoclip ha sido descrito como «pionero», «sin igual» e «innovador», siendo aprovechado por la cantante como una forma de arte. Ella misma reclama que los vídeos que «aborda» no son típicos.
En la cobertura hecha por MTV News durante el New Music Seminar de 1984, Madonna defendió el formato de los vídeos musicales de las críticas del panel, ya que ellos pensaban que restaba valor a la música. Dijo: «Lo siento. Los niños de hoy aman la televisión, por lo que creo que es una manera de llegar a ellos». El periodista Chris Connelly en el artículo Madonna goes all that way para Rolling Stone, le hizo la pregunta a la cantante de ¿cómo se las arreglaba para exponer su sexualidad cuando tantos [artistas] lo han intentado y han fracasado? a lo que ella le respondió que «no estaban en contacto con ese aspecto de sus personalidades». En palabras de la propia cantante, la sexualidad de sus vídeos es «política».
Michael Campbell en el libro Popular Music in America: The Beat Goes On (2012) apuntó que el vídeo de «Like a Prayer» demuestra drásticamente la aparición del vídeo musical como una identidad distinta a la canción, ya que fusiona imagen y movimiento. Concluye que en este contexto, demuestra la rápida evolución del videoclip, no solo en el propio trabajo de la artista, sino en los medios en general. Sobre esto, la artista mencionó en 1987 a la revista Rolling Stone:

Para la mayoría de la gente, la música es un asunto muy personal, pero a mí siempre me ha gustado tener diferentes personajes que proyectar... El problema es que, en la mente del público, tú eres tu imagen, tu imagen musical, y yo pienso que esos personajes son solo extensiones de mi persona.

Los autores de Bitch She's Madonna escribieron de este punto, que así, Madonna es la primera en situarse en el ámbito de la inautenticidad, del artificio, de la mascarada y desempañando roles muy dispares en los vídeos de sus canciones, pero esto establece relaciones intertextuales que reescriben su significado y contribuyen a ampliar los discursos de ella como personaje.
En el aspecto técnico de los vídeos de la artista, el historiador Paul Rutherford en el libro A World Made Sexy: Freud to Madonna (2007) señala que se han utilizado variedad de tomas y técnicas: panorámicas, primer plano, cortés rápidos alternados con imágenes en blanco y negro, borrosas o nítidas, así como ángulos cambiantes, imágenes superpuestas y textos en pantallas.
En líneas generales, Madonna es el primer artista que recrea sus vídeos musicales en directo. También se convirtió en el primer músico en estrenar un vídeo musical en la red social Snapchat con «Living for Love». «Justify My Love» es el primer vídeo en formato de sencillo en la historia.

## Análisis académicos
Los vídeos musicales «interpretados» por Madonna han dado lugar a un alto grado de escrutinio académico enfocado en varias disciplinas, como lo son el feminismo, la psicoanálisis o sexualidad. El académico Douglas Kellner explica que la mayoría de los vídeos musicales de la cantante demandan una interpretación ya que contienen estructuras estéticas complejas que expresan ideas y el estilo propio de Madonna, por lo que requiere de un trabajo interpretativo ya que produce lecturas polivalentes.
El periodista musical Adam Sexton en el libro Buscando desesperadamente a Madonna: En busca del significado de la mujer más famosa del mundo comenta que en las circunstancias en que la artista se atreve a crear «visiones liberadoras», él siente una mayor necesidad de «leer» de manera urgente, sus vídeos musicales. Con esto, el autor de referencia llega a la conclusión que las imágenes visuales parecen «hablar más fuerte» que la música —al menos, los críticos de los vídeos musicales de Madonna han encontrado difícil notar la música, debido a la naturaleza provocativa de las imágenes—. Rodrigo Fresán, por ejemplo, añade que se habla más de sus vídeos que de su música. La profesora E. Ann Kaplan aclara que la razón de esto es porque sus vídeos ponen a un lado la música.
Para los expertos en teoría musical, John Rahn y Benjamin Boretz, cada uno de los vídeos musicales de Madonna se acoplan a su nexo de problemas sociales e ideológicos. Afirman que entre los clips, hay un contrapunto entre lo musical y el desarrollo visual. En este mismo sentido, Fresán plantea que sus clips son metafóricos pero planos y de simbología obvia, esa es la clave. La musicóloga Laura Viñuela para la Universidad de Oviedo llega a la conclusión que «Madonna usa los videoclips para dar mensajes diferentes a los de sus canciones».
Uno de los puntos en que la mayoría de los autores coinciden a la hora de analizar los vídeos, es que Madonna juega varios roles y personajes (o áltares ego) en sus clips. La autora Abigail Garner apunta que la artista ha cambiado de estilos y sonidos en sus vídeos. Según Garner, esta observación nos orienta hacia la idea de que es un aspecto fundamental en el «personaje Madonna» y que quizás lo más evidente es que cada uno de los vídeos cuenta con una encarnación diferente de ella. En este mismo sentido, Annalee Newitz indica que esto nos da una idea de que ella «sigue siendo Madonna». El decano Tamburri analiza que la «visión del mundo» en la figura de Madonna es la sexualidad, religión y el género, combinados con la raza. Esto forma una diferencia y supera en su naturaleza provocativa la mayor parte de los llamados vídeos convencionales que tiene, mencionó el académico.
El arzobispo Graham Cray aclara que la mayoría los vídeos de Madonna dejan una imagen clara de alguien que en última instancia está a cargo de su vida y de las circunstancias. Sin embargo, las profesoras Shari Benstock y Suzanne Ferriss en Oh Fashion (1994) apuntaron que ejemplos como «Express Yourself» son a menudo elusivo y difícil de entender en cuanto a su mensaje y significado.

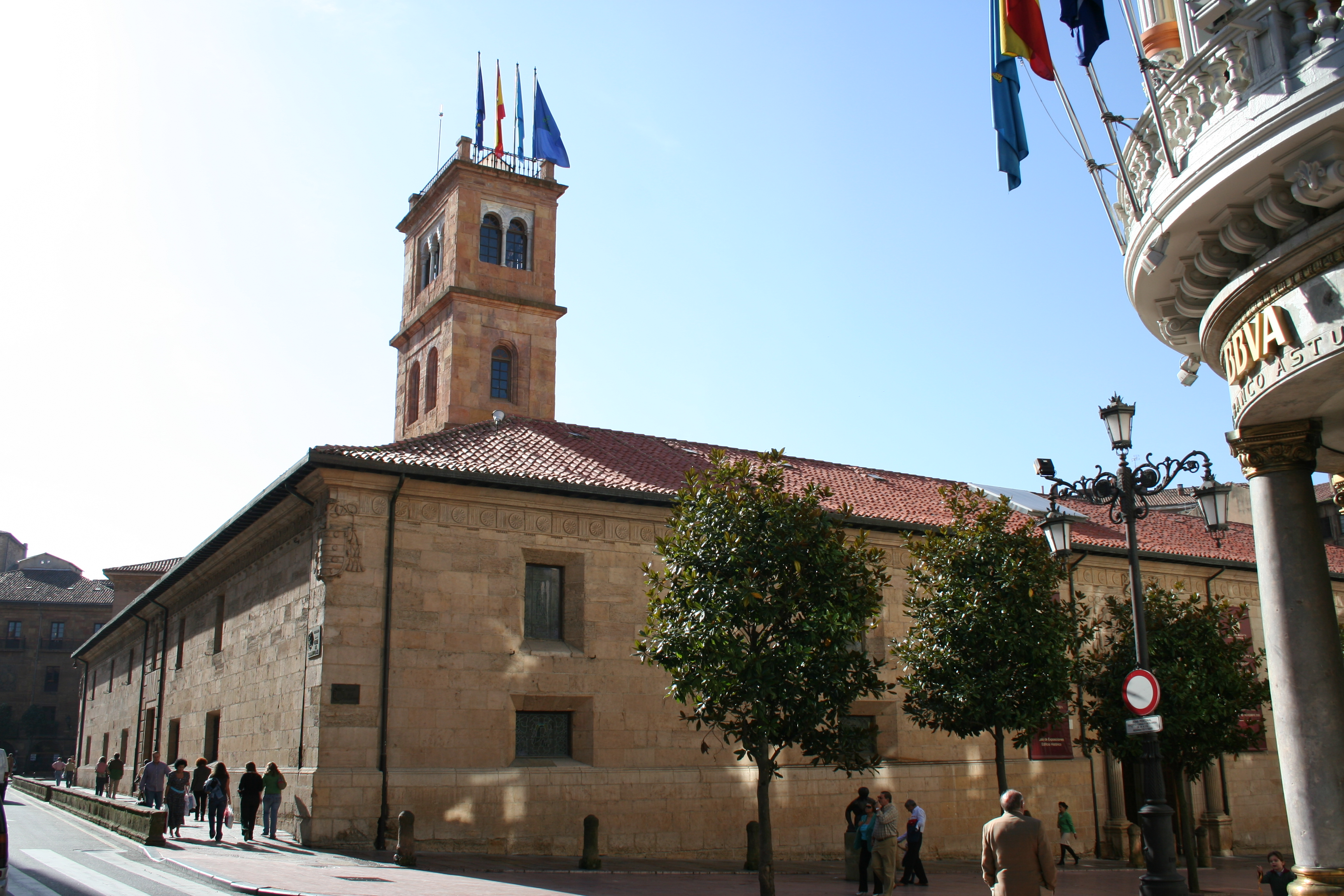
La Universidad de Oviedo ha sido una de las entidades académicas que han evaluado los vídeos musicales de la cantante. El curso «Madonna audiovisual: los videoclips y el cine» incluido en el aula de extensión Who's that girl? Madonna y la cultura pop contemporánea se llevó a cabo entre septiembre a diciembre del 2015.

Enfocada más en los estudios de género, la autora Cathy Schwichtenberg despliega que la noción de la performatividad de género en la teoría de Judith Butler, tiene que ver con los vídeos musicales de Madonna ya que implantan coherentemente las estrategias de simulación y transforman en verdad el género en cuestión. En la obra Madonna T/Races: Music Videos through the Prism of Color, los autores se enfocaron en un análisis de raza y género en los vídeos de Madonna donde concluyeron a través de un cuestionario que contestaron 257 estudiantes universitarios, que todos los grupos raciales interpretan de distintas maneras los vídeos.
Otra parte importante señalada por los autores ha sido la liberación sexual o empoderamiento que ha demostrado en sus vídeos, especialmente enfocados en los adolescentes y mujeres. Por ejemplo, en los vídeos que filmó en la etapa de 1984 a 1986 podemos encontrar que se negó a someterse a las reglas impuestas por un novio en «Borderline», al dinero en «Material Girl» o a un padre en «Papa don't preach». Los vídeos que Madonna ha rodado desde el 2005, como «Hung Up», «Give it 2 Me» o «4 Minutes» son interpretados por algunos autores como una muestra de la artista en desafiar las normas culturales del envejecimiento de la sexualidad femenina. Las autoras de la obra Mujeres, violencia y posfeminismo en los vídeos de Madonna para la Universidad Complutense de Madrid llegan a la conclusión que las modulaciones de la feminidad propuestas en los vídeos musicales de la cantante, hacen que esta rehúya la posición de víctima y encarne una figura agresiva.
Kaplan ofrece otro punto, donde ha estudiado meticulosamente la relación de Madonna con sus fanes y de las conexiones entre sus vídeos y la historia del cine. Por ejemplo, «Express Yourself» con la película Metrópolis y «Oh Father» que alude a Citizen Kane. Fresán matiza el pastiche de Hollywood en «Material Girl».
El científico social originario de Alemania, Matthias Groß creó un libro llamado Madonna On the Couch: A psychoanalytic view on Madonna's music videos, donde analiza los vídeos de Madonna desde el punto de vista de la psicoanálisis y la teoría más propia de su fundador, Sigmund Freud.

## Controversias
Véase también: §Percepción contradictoria sobre Madonna

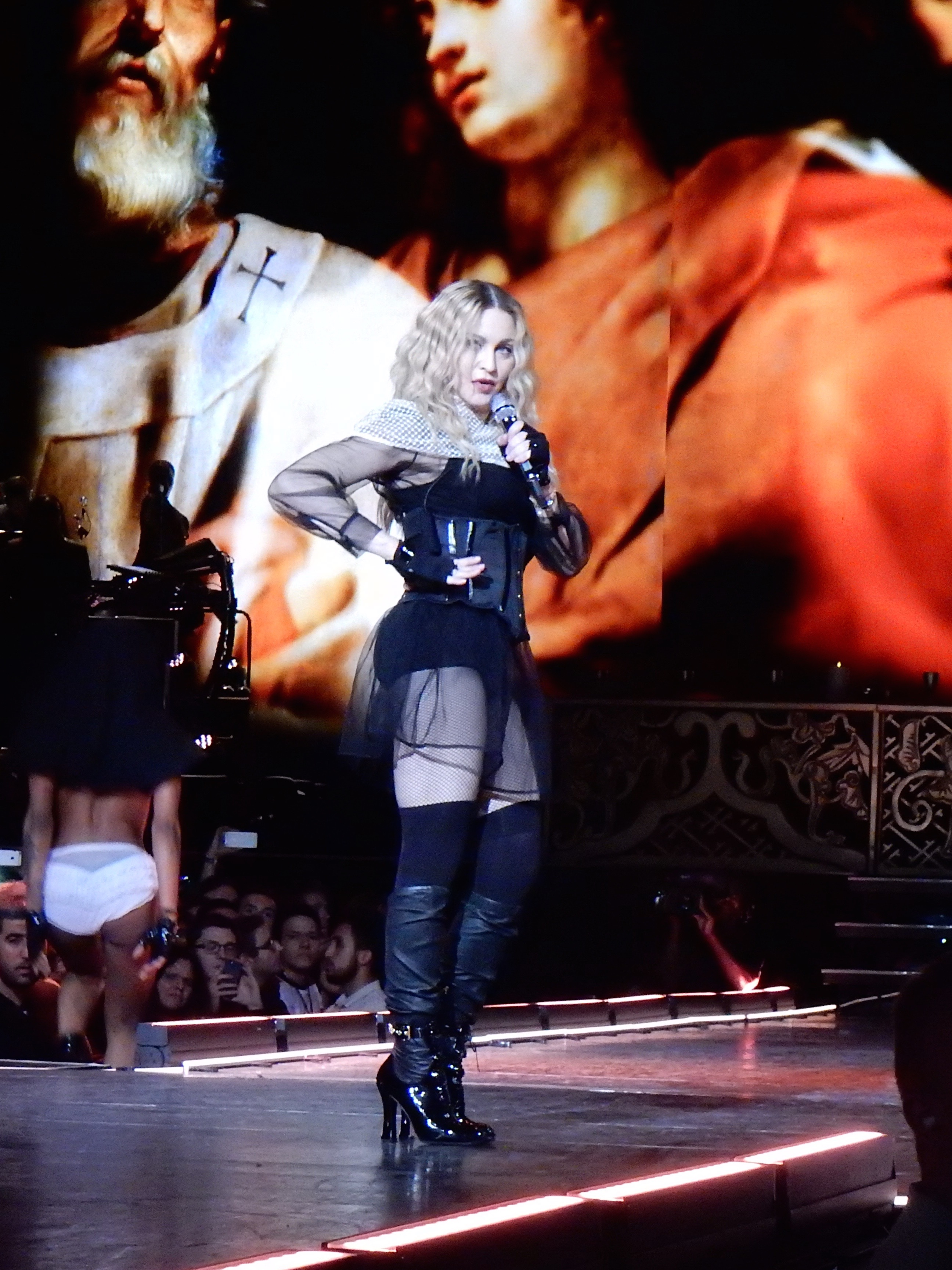
Madonna en concierto durante el 2015. La utilización de imaginaria cristiana en sus vídeos y presentaciones ha sido punto de controversias en varios sectores de la sociedad.

Madonna ha sido apodada como la «reina de los vídeos controversiales». Posiblemente, es la artista con más videoclips censurados en la historia. Aunque los expertos indican que en esto, la cantante siempre encontró beneficios. En este sentido, el profesor Richard Burt indica que «la censura en los vídeos musicales de Madonna solo ha afirmado su centralidad cultural y la ha hecho más exitosa comercialmente» hablando.
El ministro Bruce Forbes de la Iglesia metodista unida señala que esto ha originado debates análogos sobre varios de sus videoclips. Concuerda con Jeffrey Mahan, el coautor del libro Religion and Popular Culture in America (2005) que la artista a menudo utiliza la ironía y promueve la controversia; es así como intensifica los problemas sobre la interpretación general de los textos, dando como resultado, una gama de significados. La autora Carla Freccero explica que muchos de sus vídeos habilitan algunas lecturas de oposición y describen un discurso «teológico-político».
El historiador Rutherford, menciona que durante 1986 a 1993, la cantante filmó sus vídeos más destacados y polémicos: «Express Yourself», «Like a Prayer», «Justify My Love» y «Erotica». La profesora asociada Judith Peraino pone en relieve algunos temas explorados por Madonna, como una larga lista de transgresiones: voyeurismo («Open Your Heart», «Justify My Love»), sadomasoquismo («Express Yourself», «Justify My Love», «Human Nature»), masturbación («Like a Virgin», «Take a Bow»), blasfemia («Like a Prayer»), fascismo («Express Yourself»), asesinato («Bad Girl»), pederastía («Open Your Heart», «Like a Prayer», «Cherish») o incluso conqueteos con el incesto en «Oh Father». La académica Karlene Faith comenta que la primera década en vídeos de Madonna, fueron trucos para estar encima de las inhibiciones sobre el sexo y el cuerpo. En 1994 durante el rodaje de su vídeo musical «Take a Bow» en España, ciudadanos y miembros de la Real Maestranza de Caballería de Ronda se opusieron a la filmación del clip al considerarla una «profanación».
Muchos de sus vídeos han sido criticados por yuxtaponer el sexo con la religión. El Vaticano especialmente la ha acusado de hacer vídeos blásfemos. La directora Mary Lambert, habitual colaboradora de la artista durante años, la defendió y dijo: «Madonna es una persona muy religiosa, a su manera». El profesor Pellegrino D'Acierno explica que el catolicismo siempre está presente en sus vídeos, ya que como su nombre, es parte de su identidad cultural.

## Reconocimientos

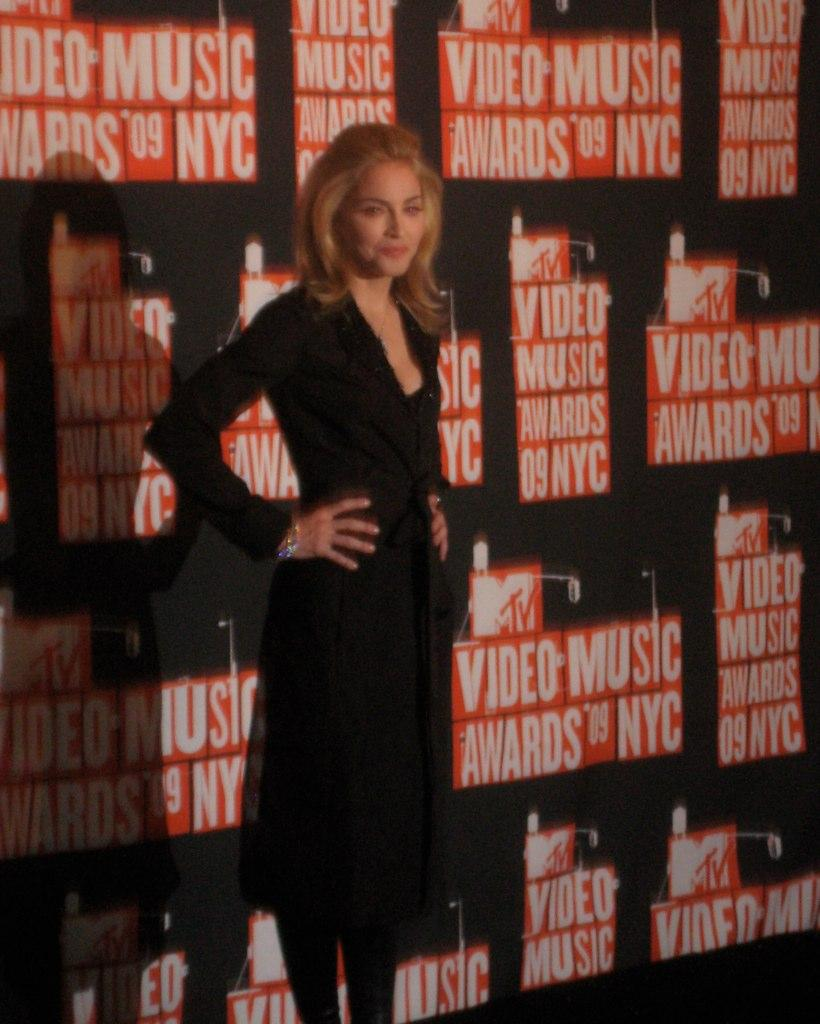
Madonna en los premios MTV de 2009. Fue hasta el 2016, el artista más condecorado en la historia de los galardones que reconocen lo mejor en el mundo del vídeo musical.

Muchos adjetivos y denominativos se le han atribuido a Madonna por sus contribuciones en el desarrollo del vídeo musical y por el impacto que ha tenido. Por ejemplo, la escritora feminista Andi Zeisler considera de ella como la estrella más grande de MTV —quizás, de todos los tiempos—. La académica Pamela Robertson llega a conclusión que la cantante es «la última estrella del vídeo posmoderno». Según el escritor Alberto Fuguet, la artista es la «reina del vídeo».
Los vídeos musicales de Madonna han obtenido varios premios y nominaciones. La cantante ha sido honrada con 20 MTV Video Music Awards, más que cualquier otro artista después de Beyoncé. En 1986 se convirtió en la primera mujer en ganar el Video vanguardia de la MTV, otorgado por sus contribuciones e impacto en el formato. Además, varios artistas se han inspirado en los vídeos musicales de Madonna para la elaboración de sus propios clips, desde Lady Gaga, Christina Aguilera, Britney Spears, Selena Gomez o Beyoncé.
Por lo general, los medios de comunicación elaboran listas sobre los vídeos musicales de Madonna en diversos temas: «los mejores», «los más infravalorados», «los más caros», etc. También es frecuente ver a Madonna en las listas de los mejores vídeos musicales de todos los tiempos. Por ejemplo, Slant Magazine elaboró en 2003 el conteo de «The 100 Greatest Music Videos», donde fue Madonna la artista con más clips, con un total de once. «Express Yourself» se ubicó en primer lugar. También figura más que cualquier otro cantante en el top diez de los vídeos más revolucionarios, encuesta realizada por MTV. El primer lugar de la lista fue para «Like a Prayer». Algo similar ocurrió en la lista «100 Greatest Videos of All Time» de VH1 donde la artista figuró en seis posiciones, más que cualquier otro. «Like a Prayer» se ubicó en esta ocasión, en el segundo puesto.
En términos generales, el vídeo de «Vogue» es considerado como el segundo mejor videoclip de la historia, solo detrás de «Thriller» de Michael Jackson en listas de medios como TV Guide, Rolling Stone o MTV. En el aspecto comercial, su vídeo «Ray of Light» es el más vendido desde que empezó a operar Nielsen SoundScan. Además, «Justify My Love» permanece como el vídeo sencillo más vendido de todos los tiempos.
El vídeo de «Bedtime Story» figura en una exposición permanente de arte del museo MoMA en Nueva York. Madonna es el artista con los vídeos musicales más caros jamás filmados, con tres entre los primeros cinco lugares. Aunque el puesto número uno pertenece a Michael y Janet Jackson con «Scream», en dos ocasiones fue la artista quién ostentó el récord con «Express Yourself» y «Bedtime Story».

## Legado

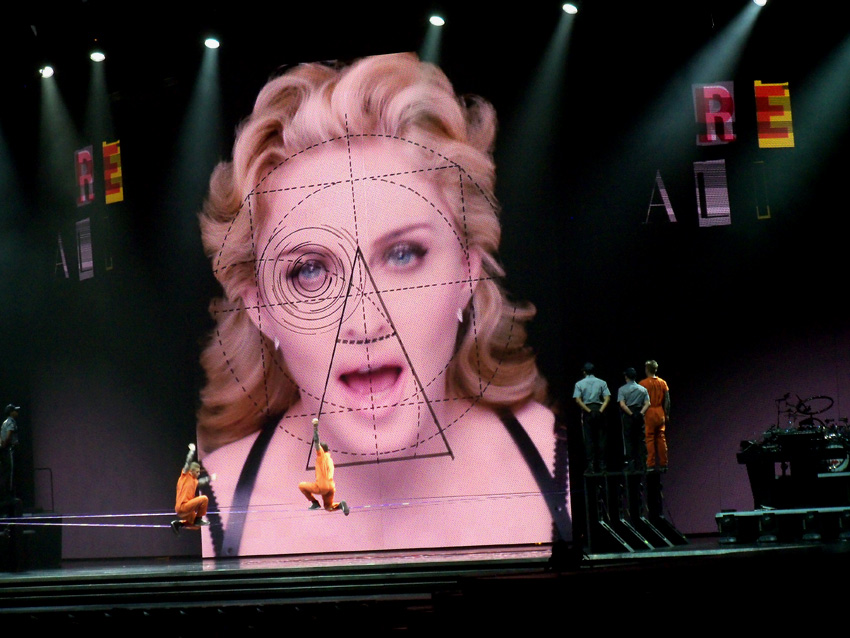
Varios críticos dieron crédito a Madonna por su prominente rol en elevar el estándar al formato de videoclips.

A través de las décadas, los medios de comunicación han considerado a Madonna como el artista más grande de los vídeos musicales de todos los tiempos y en «retrospectiva la que prácticamente inventó el vídeo musical» según el especialista de VH1, Christopher Rosa. A pesar de esto otros medios de comunicación como la revista Rolling Stone han nombrado a Michael Jackson como el artista visual más grande de la historia. En este punto, Sarah Frink del sitio especializado en música, Consequence of Sound da crédito que aunque tenemos que agradecer a Jackson por sus contribuciones al mundo del videoclip, fue Madonna la que ayudó a establecer el estándar para el formato. Sal Cinquemani y Ed González de Slant Magazine lo explicaron de esta manera:

«...El vídeo musical ha evolucionado poco a poco en algo más que una herramienta de mercadeo. Inicialmente, los videos eran más que otra forma de promocionar discos, pero los realizadores se dieron cuenta rápidamente que [se podía] mostrar arte [a través de ellos]. Ningún otro artista ha plasmado este ideal más que Madonna, quien ha empujado continuamente los límites del arte del vídeo y ha cambiado por sí sola, la forma en que se consumen los artistas y la música».

El teórico Marko Ampuja afirma que los vídeos de la cantante han sido un ejemplo de capitalismo global. Los autores a menudo afirman que son sus vídeos los responsables de brindarle la fama a Madonna y la han ayudado a convertirse en una estrella multimedia de la cultura popular. En este punto encontramos la opinión del director canadiense Gary Burns quien expresa que a pesar de que las actuaciones en directo de Madonna se han celebrado como eventos teatrales, su fama se debe principalmente a la circulación de vídeos caseros, transmisión por cable y repeticiones. Según Burns, esto le ha ayudado a permanecer como una estrella multimedia, pero más que cualquier otro músico, le debe su estrellato al vídeo musical.
Douglas Pratt contribuidor de la revista Rolling Stone llega a la conclusión que «los mejores productos de Madonna han sido sus vídeos, que a menudo son mini-películas y son esfuerzos por lo general atractivos».
Retrospectivamente, la autora Abigail Garner en el libro Rock On: Women, Ageing and Popular Music (2016) apunta que «la singularidad de su persona articulada a través de sus vídeos y la duración de su popularidad/éxito la harán permanecer sin rivalidad entre las estrellas pop femeninas». Garner también recuerda que los vídeos de la cantante han sido utilizados como un sitio que hizo posible articular ideas feministas o de provocación sexual. En este sentido, la poeta Lisa Lewis señala que quizás la influencia más grande, es como Madonna estableció con los vídeos una nueva forma en la dirección del feminismo y representaciones culturales de la adolescencia y el género, principalmente en Gran Bretaña y Estados Unidos. La profesora Karen Fournier hace mención del análisis de Lewis y recuerda que Madonna fue fundamental en lo que ella llama female-address videos en donde las artistas femeninas tomaron el centro del escenario en las narraciones visuales diseñadas para reflejar sus experiencias de género y con ello compensar la devaluación de la perspectiva femenina en los vídeos orientados a los hombres transmitidos en MTV y otros canales de música. Las autoras de la obra Mujeres, violencia y posfeminismo en los vídeos de Madonna para la Universidad Complutense de Madrid, llegaron a conclusión de que el excesivo control en la producción de su propia imagen visual ha llevado a que sea definida como la estrella perfecta de la era de la MTV, e incluso como una image-fascist.
Una parte importante de los estudios y análisis sobre los vídeos de Madonna, es que se han convertido en un enfoque paradigmático en el debate de la filosofía y la teoría social de los estudios culturales. El psicólogo John Fiske sostiene que un análisis de los estudios culturales se centra básicamente en los significados codificados en un texto cultural, como un vídeo de Madonna y las formas en que las audiencias descodifican y utilizan el texto. A grandes rasgos, sus vídeos, aparte de generar varias interpretaciones sobre sexo o religión, inspiraron conversaciones sobre moda y lo que se podía o no, mostrar en televisión.
Con sus vídeos musicales, Madonna ha inspirado varios tendencias de moda, especialmente en la década de 1980. Introdujo el estilo camp nuevamente en la cultura popular, siendo ella su máximo exponente. José Joaquín Blanco afirma que junto a Jackson, los vídeos de ambos «introdujeron en la cultura infantil el sobamiento a la bragueta y al brasier como esencial parte video hit de la música juvenil». Tras la censura de MTV por el vídeo de «Justify My Love», Madonna decidió lanzarlo como sencillo lo que significó la primera publicación de este formato y un hecho sin precedentes en la industria del vídeo.

### Consultada
- Ampuja, Marko (2012). Theorizing Globalization: A Critique of the Mediatization of Social Theory (en inglés). Brill Publishers. ISBN 978-9-0042-3358-4.
- Batchelor, Bob; Stoddart, Scott (2007). The 1980s (en inglés). Greenwood Publishing Group. ISBN 9780313330001.
- Benstock, Shari; Ferriss, Suzanne (1994). Oh Fashion (en inglés). Rutgers University Press. ISBN 9780813520339.
- Burt, Richard (1994). The Administration of Aesthetics: Censorship, Political Criticism, and the Public Sphere (en inglés). Universidad de Minnesota. ISBN 0816623678.
- Campbell, Michael (2012). Popular Music in America: The Beat Goes On (en inglés). Cengage Learning. ISBN 9781133712602.
- Chapman, Roger (2010). Culture Wars: An Encyclopedia of Issues, Viewpoints, and Voices (en inglés). M.E. Sharpe. ISBN 9780765622501.
- Cohen, Bryan; Jones, Jeremiah (2014). 1,000 Creative Writing Prompts, Volume 2: More Ideas for Blogs, Scripts, Stories and More (en inglés). Amazon.com. ISBN 978-1493664955.
- D'Acierno, Pellegrino (1999). The Italian American Heritage: A Companion to Literature and Arts (en inglés). Taylor & Francis. ISBN 9780815303800.
- Dirks, Nicholas B.; Eley, Geoff; Ortner, Sherry B. (1994). Culture/power/history: A Reader in Contemporary Social Theory (en inglés). Princeton University Press. ISBN 9780691021027.
- Forbes, Bruce David; Mahan, Jeffrey H. (2005). Religion and Popular Culture in America (en inglés). University of California Press. ISBN 9780520246898.
- Fournier, Karen (2015). The Words and Music of Alanis Morissette (en inglés). ABC-CLIO. ISBN 9781440830693.
- Garner, Abigail (2016). ‘Rock On’: Women, Ageing and Popular Music (en inglés). Routledge. ISBN 9781317189107.
- Gerstner, David A. (2012). Routledge International Encyclopedia of Queer Culture (en inglés). Routledge. ISBN 9781136761812.
- Gnojewski, Carol (2007). Madonna: Express Yourself (en inglés). Enslow Publishers. ISBN 9780766024427.
- Groß, Matthias (2008). Madonna On the Couch: A psychoanalytic view on Madonna's music videos (en inglés). Akademie Verlag. ISBN 9783640104598.
- Hammer, Rhonda; Kellner, Douglas (2009). Media/cultural Studies: Critical Approaches (en inglés). Peter Lang. ISBN 9780820495262.
- Inglis, Dr. Ian (2013). Performance and Popular Music: History, Place and Time (en inglés). Ashgate Publishing. ISBN 9781409493549.
- Kellner, Douglas (2003). Media Culture: Cultural Studies, Identity and Politics Between the Modern and the Post-modern. Routledge. ISBN 9781134845712.
- Landrum, Gene N. (2007). Paranoia & Power: Fear & Fame of Entertainment Icons (en inglés). Morgan James Publishing. ISBN 1-60037-273-2.
- Lenig, Stuart (2010). The Twisted Tale of Glam Rock (en inglés). ABC-CLIO. ISBN 9780313379864.
- McGuigan, Jim (1997). Cultural Methodologies (en inglés). SAGE Publications. ISBN 9781446264720.
- Metz, Allen; Benson, Carol (1999). The Madonna Companion: Two Decades of Commentary (en inglés). Music Sales Group. ISBN 0-8256-7194-9.
- Mitoma, Judy; Zimmer, Elizabeth (2013). Envisioning Dance on Film and Video (en inglés). Routledge. ISBN 9781135376444.
- Pendle, Karin (2001). Women and Music: A History (en inglés). Indiana University Press. ISBN 9780253115034.
- Pendle, Karin; Boyd, Melinda (2016). Women in Music: A Research and Information Guide (en inglés). Routledge. ISBN 9781135384562.
- Peraino, Judith A. (2005). Listening to the Sirens: Musical Technologies of Queer Identity from Homer to Hedwig (en inglés). University of California Press. ISBN 9780520921740.
- Pratt, Douglas (2005). Doug Pratt's DVD: Movies, Television, Music, Art, Adult, and More! (en inglés). UNET 2 Corporation. ISBN 9781932916010.
- Rahn, John; Boretz, Benjamin (2014). Music Inside Out: Going Too Far in Musical Essays (en inglés). Routledge. ISBN 9781134396290.
- Ritzer, George; Smart, Barry (2001). Handbook of Social Theory (en inglés). SAGE publications. ISBN 9780761941873.
- Rutherford, Paul (2007). A World Made Sexy: Freud to Madonna (en inglés). University of Toronto Press. ISBN 9780802094667.
- Semonche, John (2007). Censoring sex: a historical journey through American media (en inglés). Rowman & Littlefield. ISBN 0-7425-5132-6.
- Sexton, Adam (1992). Buscando desesperadamente a Madonna: En busca del significado de la mujer más famosa del mundo (en inglés). Random House. ISBN 978-0307483744.
- Tamburri, Anthony Julian (2002). Italian/American Short Films and Music Videos: A Semiotic Reading (en inglés). Purdue University Press. ISBN 9781557532329.
- Taraborrelli, J. Randy (2001). Madonna: An Intimate Biography. Simon & Schuster. ISBN 0-7432-2880-4.
- Zeisler, Andi (2008). Feminism and Pop Culture: Seal Studies (en inglés). Seal Press. ISBN 9780786726714.

### En español
- Fuguet, Alberto (2011). Primera parte. Penguin Random House Grupo Editorial. ISBN 9789563470130.
- Fresán, Rodrigo (2010). Domadores de historias. Conversaciones con grandes cronistas de América Latina. RIL Editores. ISBN 978-956-284-782-7.
- Joaquín Blanco, José (2002). Álbum de pesadillas mexicanas: crónicas reales e imaginarias. Ediciones Era. ISBN 9789684115408.
- López Penedo, Susana (2008). El laberinto queer: la identidad en tiempos de neoliberalismo. Egales. ISBN 9788488052728.

### Adicional
- Cook, Nicholas (2008). Analysing Musical Multimedia (en inglés). Universidad de Michigan. ISBN 9780198165897.
- Hall, Dennis (2006). American Icons: An Encyclopedia of the People, Places, and Things that Have Shaped Our Culture (en inglés). Greenwood Publishing Group. ISBN 9780313027673.
- Mires, Fernando (2005). El islamismo: la última guerra mundial. LOM Ediciones. ISBN 9789562827553.

### Externas
- Madonna's 10 Best Videos: Poll Results en Billboard (en inglés)
- 13 music videos that got scrapped en Official Charts Company (en inglés)
- 5 videos musicales tan raros y desconcertantes que quizás te gusten mucho en Batanga.com
- MTV Generation en America in the 1980s (en inglés)